# Assens Kommune (1970-2006)
Assens Kommune i Fyns Amt blev dannet ved kommunalreformen i 1970. Ved strukturreformen i 2007 blev den udvidet til den nuværende Assens Kommune ved indlemmelse af Glamsbjerg Kommune, Haarby Kommune, Tommerup Kommune, Vissenbjerg Kommune og Aarup Kommune.

## Tidligere kommuner
Assens havde været købstad, men det begreb mistede sin betydning ved kommunalreformen. 7 sognekommuner blev inden reformen lagt sammen med Assens købstad til Assens Kommune:
| Kommune          | Folketal september 1965 | Byer                        |
| ---------------- | ----------------------- | --------------------------- |
| Assens           | 5.041                   | Assens                      |
| Barløse          | 763                     |                             |
| Bågø             | 113                     |                             |
| Gamtofte         | 1.186                   |                             |
| Kærum            | 1.271                   | Torø Huse og del af Ebberup |
| Sandager-Holevad | 619                     | Sandager                    |
| Søby-Turup       | 975                     | Turup                       |
| Sønderby         | 935                     | Del af Ebberup              |
| I alt            | 10.903                  |                             |

## Sogne
Assens Kommune bestod af følgende sogne, alle fra Båg Herred:
- Assens Sogn
- Barløse Sogn
- Bågø Sogn
- Gamtofte Sogn
- Holevad Sogn
- Kærum Sogn
- Sandager Sogn
- Søby Sogn
- Sønderby Sogn
- Turup Sogn

## Byer
| Kommunens største byer |         |                   |
| Nr                     | By      | Indbyggere (2025) |
| 1                      | Assens  | 5.952             |
| 2                      | Ebberup | 1.233             |
| 3                      | Turup   | 302               |

## Borgmestre[3]
| Periode   | Navn            | Parti                       |
| --------- | --------------- | --------------------------- |
| 1970-1971 | Knud Larsen     | Venstre                     |
| 1971-1978 | Peter Thaysen   | Venstre                     |
| 1978-1981 | A. P. Nielsen   | Socialdemokratiet           |
| 1982-1986 | Peter Thaysen   | Venstre                     |
| 1987-1989 | A. P. Nielsen   | Socialdemokratiet           |
| 1990-2004 | Hans Ole Hansen | Venstre                     |
| 2004-2006 | Truels Schultz  | Det Konservative Folkeparti |